# Ritual of Battle
Ritual of Battle è il secondo album del supergruppo hip hop statunitense Army of the Pharaohs, pubblicato il 25 settembre 2007 e distribuito da Babygrande Records. Ottiene recensioni generalmente positive: secondo Jesal Padania di RapReviews, si tratta di «un album molto buono, a un passo dalla grandezza poiché ancorato troppo al passato.»
| Recensione | Giudizio |
| ---------- | -------- |
| PopMatters | [ 3 ]    |
| RapReviews | [ 2 ]    |
| Okayplayer | [ 4 ]    |
| HipHopDX   | [ 5 ]    |

## Tracce
1. Swords Drawn (musica: Esoteric)
2. Time to Rock (musica: Celph Titled)
3. Dumb the Clip (musica: Esoteric)
4. Black Christmas (musica: Aktone)
5. Blue Steel (musica: Vanderslice)
6. Gun Ballad (musica: Ill Bill & Sicknature)
7. Strike Back (musica: DJ Kwestion)
8. Frontline (musica: Aktone)
9. Through Blood By Thunder (musica: Skammadix)
10. Murda Murda (musica: Esoteric)
11. Bloody Tears (musica: DJ Kwestion)
12. Seven (musica: Ill Bill & Sicknature)
13. Drama Theme (musica: Aktone)
14. Pages in Blood (musica: Beyonder)
15. D and D (musica: Aktone)
16. Don't Cry (musica: JbL)